# Heterochelus sulcatus
Heterochelus sulcatus är en skalbaggsart som beskrevs av Hermann Burmeister 1844. Heterochelus sulcatus ingår i släktet Heterochelus och familjen Melolonthidae. Inga underarter finns listade i Catalogue of Life.